# واودسند
وودسند (به هلندی: Woudsend) یک منطقهٔ مسکونی در هلند است که در سودوست-فریسلان واقع شده‌است. وودسند ۱٬۳۸۰ نفر جمعیت دارد.